# Ібіс білокрилий
Ібіс білокрилий (Theristicus caudatus) — південноамериканський птах з родини ібісових.

## Опис
Ібіс білокрилий має довжину від 71 до 76 см. Голова і шия коричневі, верхівка темніша, шия світліша. Крила сірі, білясті по краях. Зігнутий вниз дзьоб темно-сірий, ноги червоні. За дзьобом і навколо очей є чорне оперення. Ібіс білокрилий подібний у забарвленні оперення на рівного за розміром Theristicus melanopis, тільки шия світліша і виділяється біла поверхня крил. Відсутній виражений статевий диморфізм. У молодих птахів смугаста коричнева шия. У підвиду Th. c. hyperorius блідіша шия і менше білого забарвлення на крилах.

## Поширення
Ібіс білокрилий поширений на північному узбережжі Південної Америки, від Колумбії і Венесуели до Гвіани. На південь область поширення простягається на всю Бразилію до Мату-Гросу і північної Аргентини і Уругваю. Птахи віддають перевагу відкритим ландшафтам, а також берегам річок, узбережжям морів і болотистій місцевості. Однак їх часто можна спостерігати і на великій відстані від водойм, наприклад, на випалених полях. МСОП класифікує вид як такий, що не перебуває під загрозою, світова популяція оцінюється між 25 000 і 100 000 осіб.

## Живлення
Ібіс білокрилий живиться червами, двостулковими молюсками, ракоподібними, великими комахами, равликами, земноводні і дрібними ссавцями.

## Розмноження
Птахи гніздиться на деревах або на скелях, частіше колоніями. У кладці від 2 до 4 яєць.

## Підвиди
- Th. c. caudatus (Boddaert, 1783)
- Th. c. hyperorius (Todd, 1948)